# 12435 Sudachi
12435 Sudachi è un asteroide della fascia principale. Scoperto nel 1996, presenta un'orbita caratterizzata da un semiasse maggiore pari a 2,8940776 UA e da un'eccentricità di 0,0182680, inclinata di 3,26677° rispetto all'eclittica.